# Episcopa Theodora

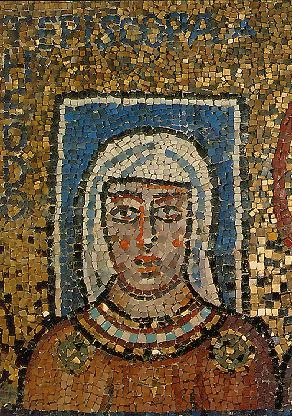
Episcopa Theodora

Episcopa Theodora – inskrypcja znajdująca się na mozaice z IX w. w kaplicy św. Zenona w bazylice św. Praksedy w Rzymie.
Przedstawiona przez artystę kobieta o imieniu Teodora przedstawiona jest w kwadratowej aureoli, co może oznaczać, iż żyła w momencie powstawania kaplicy i mozaiki. Z historycznego punktu widzenia przedstawiona na mozaice Teodora była matką papieża Paschalisa I, który pełnił urząd biskupa Rzymu w latach 817-824. Paschalis dedykował kaplicę swej matce. 
Istnieją dwie interpretacje terminu episcopa znajdującego się na mozaice (w postaci inskrypcji). Zwolennicy udzielania sakramentu święceń kobietom widzą w użyciu żeńskiego łacińskiego odpowiednika dla rzeczownika greckiego episkopos (επίσκοπος), oznaczającego biskupa, argument za praktyką ordynacji kobiet. Chodzi tutaj o istnienie domniemanego, ale niepopartego żadnymi innymi źródłami, kapłaństwa czy biskupstwa kobiet w chrześcijaństwie w IX wieku. Przeciwnicy tej teorii zauważają, iż żeńskie odpowiedniki dla rzeczowników oznaczających urzędy kleryckie muszą być widziane jako tradycyjne określenia dla kobiet będących żonami przedstawicieli kleru. Ma to miejsce do dzisiaj w Kościele prawosławnym, gdzie istnieją podobne terminy na określenie żony kapłana czy diakona. W chrześcijaństwie czasów starożytnych biskupi mieli żony, stąd termin episcopa oznacza żonę biskupa. W przypadku Teodory z mozaiki w bazylice św. Praksedy tytuł ten jest sposobem uczczenia matki biskupa Rzymu.